# Reggie Nelson
Reggie Lee Nelson (* 21. September 1983 in Melbourne, Florida) ist ein ehemaliger US-amerikanischer American-Football-Spieler in der National Football League (NFL). Er spielte für die Jacksonville Jaguars, die Cincinnati Bengals sowie für die Oakland Raiders als Safety. Zweimal wurde er in den Pro Bowl berufen.

## College
Nelson besuchte die University of Florida und spielte für deren Team, die Gators, überaus erfolgreich College Football. Er errang mit seinem Team diverse Titel und wurde für seine Leistungen wiederholt ausgezeichnet.

## NFL

### Jacksonville Jaguars
Beim NFL Draft 2007 wurde er in der 1. Runde als insgesamt 21. von den Jacksonville Jaguars ausgewählt. In seinem allerersten Spiel konnte er sieben Tackles setzen und einen Sack erzielen, worauf er die restlichen 15 Partien seiner Rookie-Saison als Starter auflief. 2008 fiel er wegen einer Knieverletzung für die letzten drei Spiele aus.

### Cincinnati Bengals
Trotz einer weiteren guten Saison wurde er für den Cornerback David Jones und einen Draft-Pick an die Cincinnati Bengals abgegeben. Von Beginn an konnte er sich hier als bestimmende Spielerpersönlichkeit der Secondary etablieren.
2012 verlängerte er seinen Vertrag bei den Bengals trotz eines Angebots der New York Jets. Zweimal wurde Nelson in den Pro Bowl berufen.

### Oakland Raiders
Am 6. April 2016 unterschrieb Nelson einen Zweijahresvertrag bei den Oakland Raiders. In der ersten Saison für sein neues Team konnte er mit 89 Tackles und einer Interception an seine guten Leistungen anschließen, was ihm 2018 nicht zuletzt verletzungsbedingt nicht mehr gelang.

## Schießerei in Gainesville 2007
Am 30. September 2007 näherten sich zwei Männer einem an einer Ampel wartenden Auto, als einer plötzlich das Feuer eröffnete. Ein Insasse wurde am Arm verletzt, ein zweiter erlitt einen Kopfschuss. Der dritte blieb unverletzt und identifizierte zunächst den Schützen als Aaron Hernandez, seinen Begleiter als Reggie Nelson. Später zog er seine Aussage zurück, weshalb es auch zu keiner Anklage kam.